# La Troisième Balle
La Troisième Balle est un roman publié par Leo Perutz en 1915.

## Sujet
L'action se déroule pendant la conquête du nouveau monde sous le règne de l'empereur Charles Quint dans la première partie du XVIe siècle. Charles Quint a confié à Cortés la mission de conquérir l'or des Aztèques.